# Leimone
Leimone (Λειμώνη) o Leimonis (Λειμωνίς) va ser, en una antiga llegenda atenesa, la filla d'Hipòmenes, descendent del rei Codros. Quan el seu pare la va atrapar tenint relacions sexuals il·lícites, va matar el seu amant i la va tancar en una casa buida juntament amb un cavall. Quan l'animal va tenir fam, va devorar Leimone. Les restes d'aquella casa encara eren existien a l'època d'Èsquines i el lloc era conegut com «On el cavall i la donzella».